# Teatro delle Rocce
Il Teatro delle Rocce è un teatro all'aperto situato a Gavorrano, nel parco archeologico minerario.
Inaugurato nel settembre del 2003, risponde positivamente alla domanda culturale particolarmente intensa durante la stagione estiva nell'area metallifera del grossetano.
È una struttura suggestiva che evoca la forma caratteristica di un antico teatro greco, inserita nella piccola cava semicircolare ai piedi della grande cava di San Rocco.
La Cava di San Rocco, ai cui piedi si trova la piccola cava semicircolare dove è inserito il teatro, era una coltivazione a cielo aperto finalizzata all'estrazione di calcare per la produzione di materiale sterile utilizzato per le ripiene delle gallerie e dei cantieri sotterranei dismessi della miniera.
I gradoni che ospitano i posti per gli spettatori sono stati concepiti per seguire l'andamento del fronte fino a fondersi in maniera unica e suggestiva nei punti di contatto con la parete rocciosa.
È stato posto grande impegno nel salvaguardare ogni aspetto paesaggistico dell'area, per questo motivo lo sviluppo in altezza del teatro è stato contenuto, ottenendo un pregevole risultato d'effetto visivo ed armonico.
Per questo motivo anche i volumi destinati agli ambienti di servizio, necessari per le attività teatrali, sono stati resi non visibili perché inseriti sotto le gradinate o interrati.
Il teatro ospita 2.000 posti ed è divenuto uno spazio culturale polifunzionale per rappresentazioni teatrali, serate musicali, spettacoli di danza, concerti, convegni, manifestazioni d'arte, grandi eventi. Attualmente è sede di un festival che si svolge tutti gli anni da luglio a settembre, oltre ad ospitare il premio letterario internazionale Santa Barbara.